# Parafia Świętych Apostołów Piotra i Pawła w Kupieninie
Parafia Świętych Apostołów Piotra i Pawła w Kupieninie – parafia rzymskokatolicka, znajdująca się w diecezji tarnowskiej, w dekanacie Szczucin.